# Julia Sinning
Julia Sinning (Amstelveen, 18 ottobre 1996) è una modella e attrice olandese, nota per essere stata la vincitrice di Miss Paesi Bassi 2021.

## Biografia
Julia Sinning è nata il 18 ottobre 1996 ed è cresciuta ad Amstelveen ma in seguito si è trasferita ad Amsterdam.

## Concorso di bellezza
Il 29 agosto 2021, Sinning ha rappresentato l'Olanda a Miss Paesi Bassi 2021 superando altre otto candidate e con tale vittoria si è garantita il diritto di rappresentare ufficialmente il proprio paese al concorso Miss Universo 2021 che si terrà in dicembre a Eilat, in Israele.